# 季節はずれの海岸物語 '91秋 フィルムのなかの想い出
『季節はずれの海岸物語 '91秋 フィルムのなかの想い出』（きせつはずれのかいがんものがたり　’91あき　フィルムのなかのおもいで）は、季節はずれの海岸物語シリーズの第8作目である。
1991年11月8日にフジテレビ系で放送され、ヒロインを南野陽子が務めた。

## 出演者
- 片岡鶴太郎
- 南野陽子
- 可愛かずみ
- 渡辺美奈代
- 山本陽一
- 田代まさし
- 柄本明
- 八木小織
- 原日出子

## 主題歌
- DESTINY／松任谷由実

## 劇中歌
- チャコの海岸物語／サザンオールスターズ
- Bye Bey My Love／サザンオールスターズ
- ネオ・ブラボー!!／サザンオールスター
- 栞のテーマ／サザンオールスターズ
- 匂艶 THE NIGHT CLUB／サザンオールスターズ
- みんなのうた／サザンオールスターズ
- 何もきかないで／松任谷 由実
- 鎌倉物語／サザンオールスターズ
- 東京シャッフル／サザンオールスターズ
- メロディ／サザンオールスターズ
- いなせなロコモーション／サザンオールスターズ
- NEVER FALL IN LOVE AGAIN／サザンオールスターズ
- My Foreplay Music／サザンオールスターズ
- 真夏の果実／サザンオールスターズ
- ボディ・スペシャルII／サザンオールスターズ
- C調言葉に御用心／サザンオールスターズ
- 夏をあきらめて／サザンオールスターズ
- ミス・ブランニュー・デイ／サザンオールスターズ
- 旅姿六人衆／サザンオールスターズ
- いとしのエリー／サザンオールスターズ